# Fred Ebb
Fred Ebb (New York, 1928. április 8. – New York, 2004. szeptember 11.) amerikai zenés színházi szövegíró, aki számos sikeres együttműködést folytatott John Kander zeneszerzővel. A Kander és Ebb csapata gyakran írt olyan előadóknak, mint Liza Minnelli és Chita Rivera.

## Háttér
Az 1950-es évek elején babacipők bronzosítójaként, kamionos-asszisztensként, valamint egy áruházi hitelirodában és egy harisnyagyártó cégnél is dolgozott. A New York Egyetemen végzett angol irodalomból, majd a Columbia Egyetemen szerzett mesterfokozatot angolból.
Egyik korai munkatársa Philip Springer volt, és a közösen írt dalt ("I Never Loved Him Anyhow") Carmen McRae vette hanglemezre 1956-ban. Egy másik dal, amelyet Ebb Springerrel írt, a "Heartbroken" (1953), amelyet Judy Garland, leendő védence, Liza Minnelli édesanyja vett fel. Más Springer-Ebb dallamok közé tartozik a "Neverless I Never Lost the Blues". A "Don't Forget" című dal, amelyet Norman Leydennel írt, és Eddy Arnold énekes vette fel 1954-ben.
Első színházi írói munkája során 1951-ben társszerzője volt a Baker's Dozen című zenés revü szövegeinek. Norman Martinnal írt dalokat a Put It in Writing (1962) Off-Broadway-revühöz. Az 1950-es évek elejétől Paul Klein zeneszerzővel is dolgozott, dalokkal közreműködött az Isn't America Fun (1959) című kabarévüben és a Christopher Hewett által rendezett From A to Z Broadway-revüben (1960) is.
Fred Ebb a "Little Blue Man" hangja volt Betty Johnson 1958-as újszerű dalában, megismételve a következő szavakat: "I Rov You... to Bits".
Kleinnel Ebb megírta első musical-könyvét, a Morning Sunt. Eredetileg Bob Fosse volt a rendező, aki végül kilépett a projektből, és a show 6 előadáson át futott az Off-Broadwayn 1963 októberében.

## Kander és Ebb
A Tommy Valando zenei kiadó 1962-ben mutatta be Ebbet Kandernek. Néhány dal, például a "My Coloring Book" után Kander és Ebb írt egy színpadi musicalt, a Golden Gate-et, amely soha nem készült el. A kotta minősége azonban meggyőzte Harold Prince producert, hogy felvegye őket első professzionális produkciójukhoz, a George Abbott rendezte musicalhez, a Flora the Red Menace-hez (1965), Lester Atwell Szerelem csak a sarkon című regénye alapján. Bár Liza Minnelli, a darab főszereplője Tony-díjat nyert, a műsor mindössze 87 előadást ért meg.
Második együttműködésük, a Cabaret sokkal sikeresebb volt, 1165 előadást ért meg. A Prince által rendezett, John Van Druten I Am a Camera című darabja alapján készült musicalben (amely Christopher Isherwood írásán alapult) Jill Haworth Sally Bowles szerepében, Bert Convy Clifford Bradshaw szerepében, Lotte Lenya Fräulein Schneider szerepében játszott és Joel Grey, mint a vezető. Az eredeti Broadway-produkció 1966. november 20-án nyitotta meg kapuit, és a 11 Tony-díj közül, amelyekre jelölték, nyolcat megnyert, köztük a legjobb musical és a legjobb kotta díját. Bob Fosse filmjére adaptálva nyolc Oscar-díjat nyert, bár nem a legjobb filmért. Háromszor elevenítették fel, először 1987-ben, amikor Gray újraélte a szerepét, majd 1998-ban egy régóta tartó felújításban, eredetileg Alan Cumming főszereplésével, Sally Bowles szerepében Natasha Richardsonnal. A harmadik felújítás 2014-ben kezdődött, és ezúttal Alan Cumming is szerepelt benne Michelle Williams mellett.
Következő munkáik kevésbé voltak sikeresek: a The Happy Time (1968), amelyet Gower Champion rendezett Robert Goulet főszereplésével, kevesebb mint egy évig futott. A Prince által rendezett Zorba a görög (1968) szintén kevesebb, mint egy évet futott, bár az 1983-as újjáélesztésében sikeresebb volt; és a 70, Girls, 70 (1971), amelyet eredetileg off-Broadway-produkciónak szántak, 35 előadás után kifújt.
1972-ben megírta a televíziós különkiadást a Liza Z betűvelt Liza Minnellinek. 1974-ben Kander, Ebb és Fosse közreműködtek Liza Minnelli koncertjén a Broadway-n. 1973-ban Ebb megírta a televíziós különfilmet, amely Frank Sinatra visszatérését jelentette, a Magnavox bemutatja Frank Sinatrát (más néven Ol' Blue Eyes Is Back ). A műsorban Sinatra és a vendégsztár, Gene Kelly duettben játszottak a Can't Do That Anymore című dalban, amelyet Ebb írt a Kanderrel és Dale Wassermannel közösen felhagyott musicaljéhez, a Várj rám, világ!-hoz. 1975-ben a csapat megírta a Funny Lady kottáját, a Funny Girl folytatását.
A Chicago (1975) vegyes kritikákat kapott, de több mint két évig szerepelt a Broadwayn. Chita Rivera, Jerry Orbach és Gwen Verdon utolsó Broadway-szerepében játszott cinikus hozzáállástól szenvedett, ami ellentétben állt az A Chorus Line rekordnépszerűségével. Bár pletykák szóltak egy újra Fosse által rendezett filmről, a műsort 1996-ban újraélesztették a Ráadás! részeként rendezett koncertsorozattal. A sláger, a minimalista produkció átkerült a Broadwayre, Ann Reinking (Roxie) és Bebe Neuwirth (Velma) főszereplésével. A revival tartja a rekordot mint a Broadway történetének leghosszabb ideig tartó zenei újjáéledése és a leghosszabb ideig futó amerikai musical. Ez a második leghosszabb ideig futó előadás a Broadway történetében, csak az Operaház fantomja előzi meg, 2014. november 23-án játszották a 7486. előadását, megelőzve a Catst.
Ebb 1976-ban írta meg a szövegkönyvet Shirley MacLaine Broadway-beli szólórevüjéhez. A következő évben Kander és Ebb kétszer dolgozott Minnellivel és Martin Scorsesével: először a New York, New York című filmben, amelybe megírták legismertebb dalukat, a címadó dalt; és ismét a The Actben (1977), amely musical egy kitalált éjszakai klubról. Kevesebb mint tíz hónapig futott. Miután közreműködtek Phyllis Newman egyszemélyes musicaljében, a The Madwoman of Central Park Westben (1979), a csapat megírta az Év nője (1981) címűt, amelyben Lauren Bacall volt a főszereplő, és ők megkapták a második Tony-díjat. a legmagasabb pontszámmal.
A The Rink (1984) ismét összeállt Kanderrel és Ebb-bel Minnellivel és Riverával. A szereplők között volt Jason Alexander és Rob Marshall is. A show hat hónapos futását követően Kander és Ebb kilenc évig nem készített új anyagot, kivéve az 1985-ös Szénanátha dalát.
1991-ben az And The World Goes 'Round című revü megnyílt az Off-Broadwayn, Karen Ziemba, Susan Stroman és Scott Ellis közreműködésével. A csapat zenei adaptációja a Kiss of the Spider Woman című filmből 1993-ban nyílt meg, Chita Rivera főszereplésével. A Harold Prince rendezővel újra egyesült sorozat több mint két évig futott, és elnyerte a harmadik, egyben utolsó Tony-díjat a legmagasabb pontszámmal.
A csapat utolsó eredeti munkája, amely Ebb életében eljutott a Broadwayre, 1997-ben indult. A Steel Pier összehozta Ziembát, Ellist és Stromant, és bár a műsort 11 Tonyra jelölték, egyiket sem nyerte meg, és két hónap után levettélk műsorról. Kristin Chenoweth is szerepelt benne. 1997-ben Ebb átdolgozta Richard Rodgers dallamának szövegét a Hamupipőke című televíziós produkcióhoz. Két évtizeddel korábban Ebb visszautasította a lehetőséget, hogy Rodgersszel megírja a Rex című musicalt.[forrás?]
A duó két művet készített New Yorkon kívülre: Az Over & Over című, Thornton Wilder The Skin of Our Teeth című darabjának adaptációját a Virginia állambeli Arlington Signature Theatre-ben mutatták be 1999-ben, és 2007-ben a Westport Country Playhouse színre állította All About Us címmel.
A Chita Rivera és John McMartin főszereplésével készült The Visit című filmet a chicagói Goodman Theatre, valamint az arlingtoni Signature Theatre mutatta be (McMartin helyett George Hearnnel ).
Fred Ebb és John Kander hosszú együttműködésének történetét James Leve Kander és Ebb (2009) című művében meséli el. Mélyreható primer kutatásokon, valamint írókkal, producerekkel és különböző zenei színházi munkatársakkal készített interjúkon keresztül Leve bemutatja Kander és Ebb alkotási folyamatát, és feltárja előadásaik számos revízióját és színrevitelét, ahogyan az egyes alkotások a próbálkozásoktól a Broadway felé haladtak.

## Halála és öröksége
Ebb szívrohamban halt meg 2004. szeptember 11-én a manhattani St. Luke's-Roosevelt Hospital Centerben, 76 éves korában.
Halála idején egy új musicalen dolgozott Kanderrel, Curtains: A Backstage Murder Mystery Musical Comedy címmel. A projekt már elvesztette könyvíróját, Peter Stone-t, aki 2003-ban halt meg. A műsor hangszerelője, Michael Gibson szintén meghalt (2005-ben), miközben a projekt zajlott. A sorozat véletlenül egy Broadway-musical készítése alatt sorozatosan bekövetkezett halálesetekről szól.
Kander folytatta a munkát a projekten az új librettistával, Rupert Holmesszal, aki szükség esetén új szövegeket írt. A musical világpremierje a Los Angeles-i Ahmanson Színházban volt 2006 júliusában, és 2007 márciusa és 2008 júniusa között a Broadwayn, az Al Hirschfeld Színházban futott.
2007-es ünnepségén a Drama Desk Kandert és a néhai Ebbet posztumusz különdíjjal tüntette ki a "42 évnyi kiválóságért a zenés színház művészetének előmozdításában".
2010-ben bemutatták a The Scottsboro Boys című musicalt Ebb szövegeivel, Kander zenéjével és David Thompson könyvével, először az Off-Broadway Vineyard Színházában, majd a Broadway a Lyceum Theaterben.

## Elismerései
- 1991-ben Ebb és Kander bekerültek az American Theatre Hall of Fame-be.
- 1998-ban közösen megkapták a Kennedy Center Honors életmű-kitüntetést.

Ebb egy mauzóleumban van eltemetve Edwin „Eddie” Aldridge-dzsel (1929–1997) és Martin Cohennel (1926–1995) a Sylvan Water partján a Green-Wood Cemeteryben, amely egy nemzeti történelmi nevezetesség Brooklynban, New Yorkban. A mauzóleum elejére az egyes férfiak nevei és dátumai mellett az „Örökké együtt” kifejezés is ki van vésve. 2014. június 14-én Ebb szerepelt a Green-Wood Cemetery első meleg témájú túráján.

## Fred Ebb-díj
A 2005-ben Ebb végrendeletével létrehozott Fred Ebb Alapítvány éves díjat adományoz egy feltörekvő zenés színházi írónak (vagy csapatnak). A díjat 14 egymást követő évben adják átn, és évente összesen 60 000 dollárral jutalmazzák a nyerteseket.
| Év   | Nyertes(ek)                                               |
| ---- | --------------------------------------------------------- |
| 2023 | Freya Catrin Smith, Jack Williams                         |
| 2022 | Julia Riew                                                |
| 2021 | Isabella Dawis, Tidtaya Sinutoke                          |
| 2020 | Michael R. Jackson, Benjamin Bonnema, Christopher Staskel |
| 2019 | Benjamin Velez, Angela Sclafani                           |
| 2018 | Will Reynolds, Eric Price                                 |
| 2017 | Shaina Taub                                               |
| 2016 | Thomas Mizer, Curtis Moore                                |
| 2015 | Stacey Luftig, Phillip Palmer                             |
| 2014 | Chris Miller, Nathan Tysen                                |
| 2013 | Michael Kooman, Christopher Dimond                        |
| 2012 | Sam Willmott                                              |
| 2011 | Jeff Blumenkrantz                                         |
| 2010 | Douglas J. Cohen                                          |
| 2009 | Marcy Heisler, Zina Goldrich                              |
| 2008 | Adam Gwon                                                 |
| 2007 | Peter Mills                                               |
| 2006 | Robert L. Freedman, Steven Lutvak                         |
| 2005 | John Bucchino                                             |

## Fordítás
- Ez a szócikk részben vagy egészben  a   Fred Ebb című angol Wikipédia-szócikk ezen változatának fordításán alapul.  Az eredeti cikk szerkesztőit annak laptörténete sorolja fel. Ez a jelzés csupán a megfogalmazás eredetét és a szerzői jogokat jelzi, nem szolgál a cikkben szereplő információk forrásmegjelöléseként.